# پیشاهنگی در ایران
پیشاهنگی در ایران توسط
- سازمان پیشاهنگی ایران

و قبل‌تر توسط
- دختران پیشاهنگ ایران ( بخش دختران پیشاهنگ ایرانی )